# Мастер-куб
Мастер-куб 4×4 (англ. Master Cube), Месть Рубика (Rubik's Revenge) — шарнирная головоломка из серии однотипных кубиков 2×2, 3×3, 5×5, 6×6, 7×7 и 8×8.

## История
Появилась в 1981 году. Изобретена венгерским математиком Петером Шебештенем, но вместо названия Кубик Шебештеня (англ. Sebestény Cube) одним из торговых названий в западных странах стало Месть Рубика для привлечения большего внимания к новой головоломке, так как кубик Рубика пользовался огромной популярностью и был у всех на слуху (также было и с Кубиком 5×5, называвшимся поначалу Иллюзия Рубика).

## Конструкция

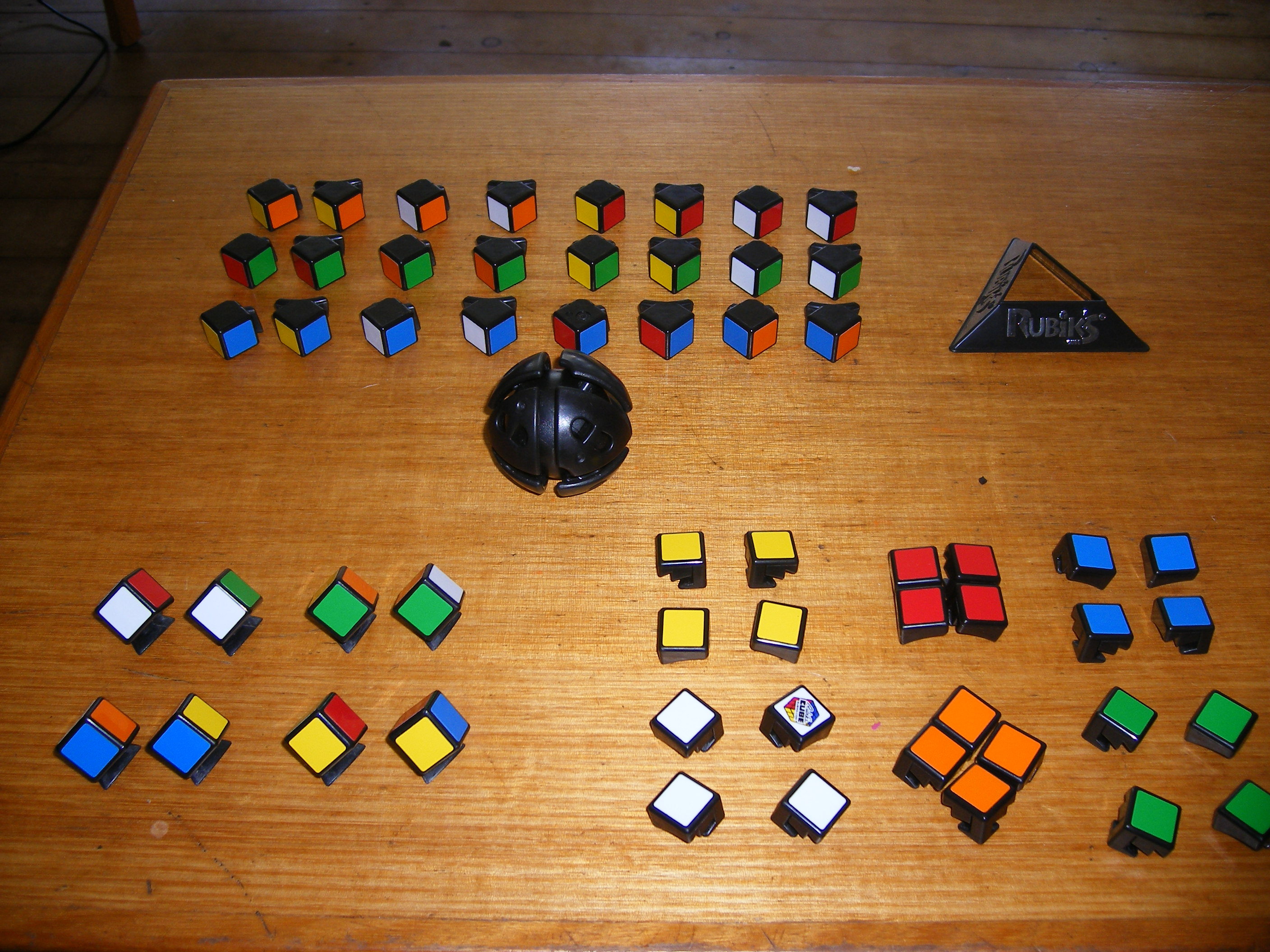
Классическая конструкция

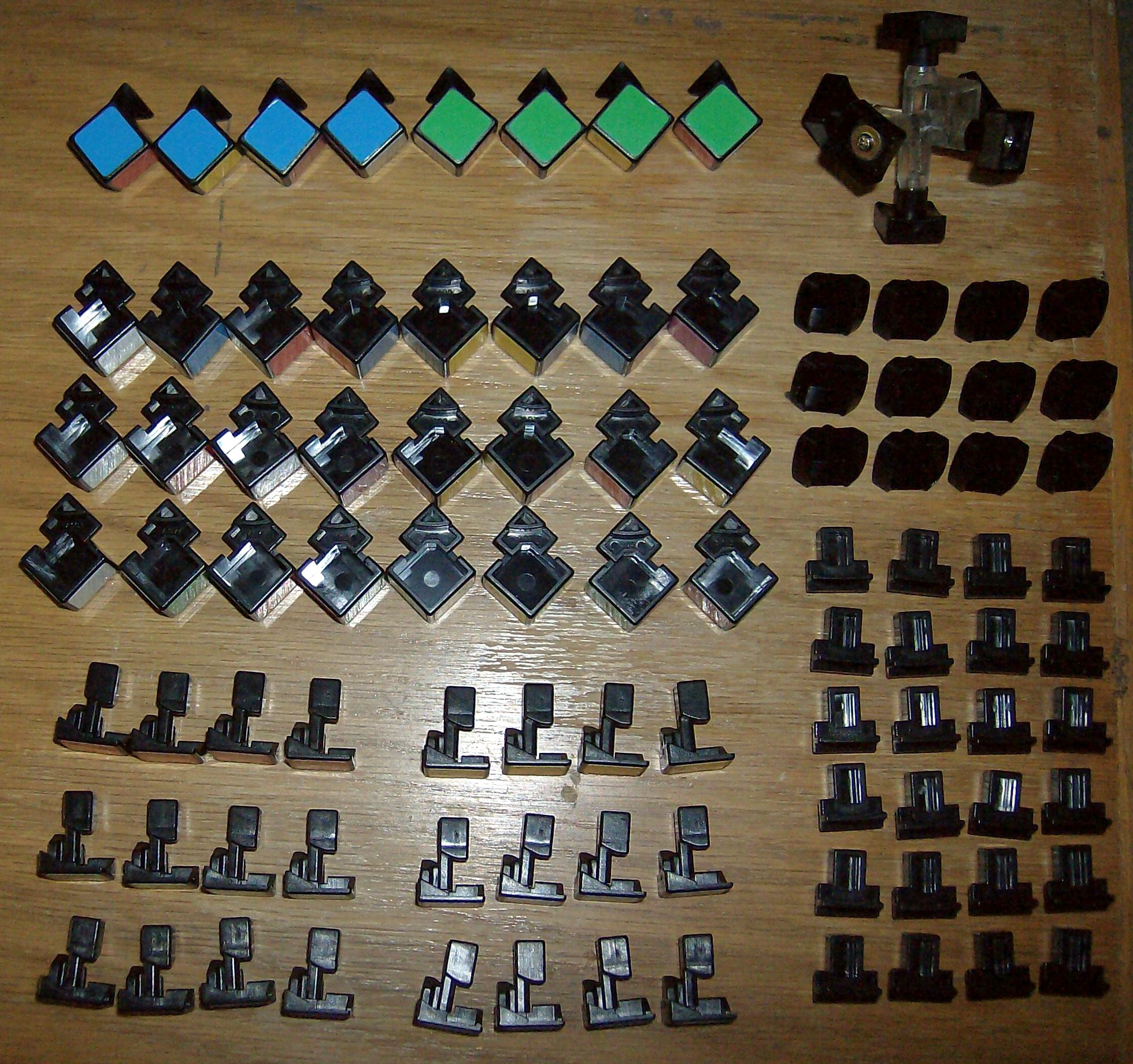
Конструкция Eastsheen

Головоломка состоит из 56 уникальных миниатюрных деталей («кубиков») на поверхности. Они включают в себя 24 центральных элемента, показывающих один цвет каждый, 24 рёберных элемента, показывающих два цвета, и 8 углов, которые показывают три цвета каждый. Оригинальный Кубик 4×4 может быть разобран без особых затруднений обычным поворотом одной стороны на угол 30°, поднимая край вверх, пока он не сместится.
Оригинальный механизм, разработанный Шебештенем, использует шар с канавками, чтобы удерживать центральные части на месте. Рёбра удерживаются на месте центрами, а углы — рёбрами, так же, как и в оригинальном кубе. Есть три взаимно перпендикулярных канавки для скольжения центральных частей. Каждая канавка достаточно широка, чтобы через неё мог скользить один ряд центральных элементов. Шарик имеет форму, предотвращающую скольжение центральных частей другого ряда, благодаря чему он остаётся выровненным с внешней частью куба. Поворот одного из центральных слоёв перемещает либо только этот слой, либо шар.
Версия Куба Eastsheen (Истшин), которая немного меньше 4х4х4 Рубикс, 60-мм ребром и имеет совершенно другой механизм. Её механизм очень похож на версию куба 5х5х5 от Истшин, а не на шаровой механизм. Есть 42 части (36 подвижных и шесть неподвижных), полностью скрытые внутри куба, соответствующие центральным рядам в кубике 5×5. Эта конструкция более долговечна, чем оригинальная, а также позволяет использовать винты для затягивания или ослабления куба. Центральный шпиндель имеет специальную форму, чтобы предотвратить его смещение с внешней частью куба.
Однако, на Истшин 4х4х4 хрупкая крестовина, 6 центральных деталей и 8 угловых, которые могут ломаться, если куб износить. Данный изъян можно было бы предотвратить, если сделать детали с таким же механизмом, но увеличенные до 19 мм каждая(до размера одного кубика на кубике Рубика 3х3х3).
V-cube 4 — это тот же 4х4х4 Eastsheen, но внутри детали более округлые, а механизм основан на конических сечениях. Для блокировки спрятанных центральных слоёв используются «булавки» на крестовине и углубления в каждом из центров, куда эти булавки попадают и дают либо прокрутиться только слою, либо слою вместе со внутренним спрятанным слоем. Сами булавки остаются на месте, так как сами центры являются увеличенными винтами, на которых держатся продолжения в форме квадратов.
Dayan+mf8 4x4x4 — сделанный совместно с Dayan и mf8 куб 4х4х4, который, как и Рубикс, имеет внутри шар, но имеется отличие: восемь одинаковых и симметричных 1/8 частей сфер держатся за внутренний 2х2х2 Истшин, вокруг этого подвижного 2х2х2 шара прикрепляются, как в 2х2х2 кросс кубе, 24 центрика, которые, как и в Мастер-кубе от Рубикса, держат все остальные детали. Фиксацию среднего слоя в 3 измерениях выполняет блок на внутреннем 2х2х2 Истшин, что позволяет использовать симметричные шар и канавки.
Мастер-куб 2017 — изменённый в 2017 году механизм куба, который сделан по аналогии с Кубиком 5×5 — рёбра и центры цепляются за углы, которые являются продолжениями углов внутреннего 2х2х2.
Есть 24 рёберных элемента, которые показывают две цветные стороны каждый, и восемь угловых элементов, которые показывают три цвета. Каждый угловой элемент или пара рёберных показывает уникальную цветовую комбинацию, но присутствуют не все комбинации (например, не существует части с красной и оранжевой сторонами, если красный и оранжевый находятся на противоположных сторонах собранного куба). Расположение этих элементов друг относительно друга может быть изменено путём скручивания слоёв куба, но расположение цветных сторон друг относительно друга в собранном состоянии головоломки изменить невозможно: оно фиксируется относительными положениями центральных квадратов и распределением цветовых комбинаций на рёбрах и углах.
Для самых поздних моделей кубов используются расположение цветов — красный напротив оранжевого, жёлтый напротив белого и зелёный напротив синего. Тем не менее, существуют также кубы с альтернативным («японским») расположением цветов (жёлтый напротив зелёного, синий напротив белого и красный напротив оранжевого). В версии Eastsheen есть фиолетовый цвет (противоположный красному) вместо оранжевого.

### Перестановки
Есть 8 углов, 24 ребра и 24 центра.
Возможна любая перестановка углов, включая нечётные перестановки. Семь из углов могут быть независимо повёрнуты, а ориентация восьмого зависит от остальных семи, давая 8! × 37 комбинаций.
Есть 24 центра, которые можно разместить 24! различными способами. Предполагая, что четыре центра каждого цвета неразличимы, количество перестановок уменьшено до 24! / (246) комбинаций. Уменьшающий фактор возникает потому, что есть 24 (4!) способа расставить четыре элемента данного цвета. Это число поднято до шестой степени, потому что есть шесть цветов. Нечётная перестановка углов подразумевает нечётную перестановку центров и наоборот; однако чётные и нечётные перестановки центров неразличимы из-за одинакового их вида. Есть несколько способов сделать центральные части различимыми, что сделало бы заметной нечётную перестановку центров.
24 ребра не могут быть перевёрнуты, потому что внутренняя форма частей является асимметричной. Соответствующие края различимы, поскольку они являются зеркальным отображением друг друга. Возможна любая перестановка рёбер, включая нечётные, что даёт 24! перестановок, независимо от углов или центров.
Предполагая, что куб не имеет фиксированной ориентации в пространстве, и что перестановки, возникающие в результате вращения куба без его скручивания, считаются идентичными, число перестановок уменьшается в 24 раза. Это связано с тем, что все 24 возможных положения и ориентации первого угла эквивалентны из-за отсутствия фиксированных центров. Этот фактор не появляется при вычислении перестановок кубов N×N×N, если N нечётно, так как эти головоломки имеют фиксированные центры, которые определяют пространственную ориентацию куба.
Это даёт общее количество перестановок:
{\displaystyle {\frac {8!\times 3^{7}\times 24!^{2}}{24^{7}}}\approx 7,40\times 10^{45}:}
7 401 196 841 564 901 869 874 093 974 498 574 336 000 000 000 возможных перестановок (около 7,4 кваттуордециллиона).
В некоторых версиях Мастер-куба одна из центральных частей отмечена логотипом, что отличает её от трёх других частей того же цвета. Это увеличивает число различимых перестановок в четыре раза до 2,96 × 1046, хотя любое из четырёх возможных положений для этого произведения можно считать правильным.

## Нотация
Для обозначения поворотов Мастер-куба используется нотация Кубика Рубика с дополнительными обозначениями средних слоёв:
- Правый средний, левый средний, верхний средний слой и т. д. — r, l, u (строчными буквами) или 2R, 2L, 2U.
- Правая грань с правым средним слоем, левая грань с левым средним слоем и т. д. — Rr, Ll или Rw, Lw.
- Два средних слоя по часовой и против часовой стрелки — (r l')(r' l), (u d')(u' d), (f b')(f' b).

## Способы решения
Есть несколько методов сборки Куба, наиболее распространённым является сокращение, называемое так потому, что оно эффективно уменьшает 4×4×4 до 3×3×3. Куберы сначала группируют центральные части общих цветов вместе, затем соединяют рёберные элементы, которые показывают те же два цвета. Как только это будет сделано, поворот только внешних слоёв куба позволяет решить его так же, как куб 3×3×3. Однако при этом могут возникнуть определённые позиции, которые не могут быть решены в стандартном кубе 3×3×3 (так называемые паритеты). Существует два возможных паритета на кубике 4×4×4. Первый — это два ребра, перевёрнутые таким образом, что их цвета не совпадают с цветами других рёбер на любой грани (чётность OLL). При втором паритете две пары рёбер могут поменяться друг с другом (чётность PLL), для его решения можно поменять местами два угла в зависимости от ситуации и/или метода.
Такие ситуации известны как ошибки чётности. Эти позиции всё ещё разрешимы, однако для исправления ошибок необходимо применять специальные алгоритмы.
Некоторые методы предназначены для предотвращения ошибок чётности, описанных выше. Обратите внимание, что можно, очевидно, заменить пару центров фронтальной стороны, циклически вращая 3 центра этой стороны, два из которых визуально идентичны.
Ошибки чётности происходят на всех кубах с чётным числом рёбер, начиная с 4x4x4, однако не встречаются на кубах с нечётным их числом, таких как 3x3x3 и 5x5x5. Это связано с тем, что последние имеют фиксированные центральные части, а первые — нет.
Прямое решение 4×4×4 используется нечасто, но возможно при таких методах сборки, как K4. Существуют различные методы, в значительной степени зависящие от алгоритмов для последних шагов.
Некоторые алгоритмы сборки Мастер-куба:
- Решение пар рёбер — u 'RUR' u и u L 'U' L u '.
- Чётность OLL — r U2 xr U2 r U2 r 'U2 l U2 r' U2 r U2 r 'U2 r'.
- Чётность PLL — 2R2 U2 2R2 u2 2R2 2U2 или u2 r2 U2 2R2 U2 r2 u2.